# Estridska ätten

Kungligt vapen som användes av medlemmar av Danmarks så kallade Gamla kungahus.

Estridska ätten var en dansk kungadynasti 1047–1412, uppkallad efter kungadottern Estrid Svensdotter av Danmark. Hon och hennes skånske make Ulf Torgilsson blev stamföräldrar till alla danska monarker från sonen kung Sven Estridsson till och med unionsdrottningen Margareta, i rakt nedstigande led.
Margareta och fyra ytterligare svenska drottninggemåler tillhörde ätten, liksom även de svenska kungarna Magnus Nilsson och Magnus Henriksson.